# Formigas
Formigas är ett antal holmar som hör till den portugisiska ögruppen Azorerna i Atlanten. De ligger 35 kilometer nordost om ön Santa Maria och 55 kilometer sydost om ön São Miguel.
De är av speciellt biologiskt intresse och innehåller ett naturreservat som är 35,42 kvadratkilometer stort inklusive havsområden.
Formigas har en total landyta av 9 000 kvadratmeter. Holmarna ligger i Azorernas östra ögrupp, i den nordvästra delen av en 13 kilometer lång och 5,5 kilometer bred sandbank, som går från nordväst till sydöst. Holmarna saknar växt- och djurliv. Revet Dollabarat ligger 5  kilometer sydöst om Formigas, och kustlinjen är ungefär 22 kilometer lång.
Naturreservatet Formigas (Reserva Natural dos Ilhéus das Formigas) grundades 1988 efter ett beslut av det azoreanska parlamentet.